# Turneria pacifica
Turneria pacifica är en myrart som beskrevs av Mann 1919. Turneria pacifica ingår i släktet Turneria och familjen myror. Inga underarter finns listade i Catalogue of Life.

## Bildgalleri

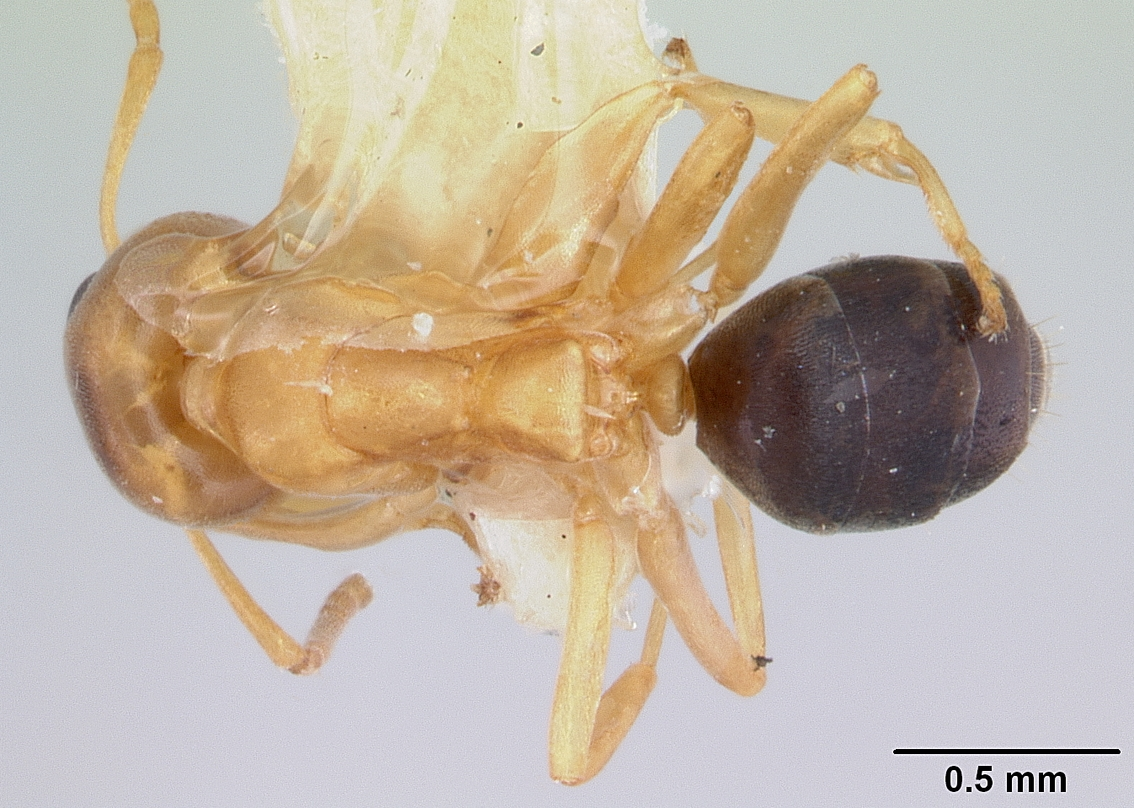
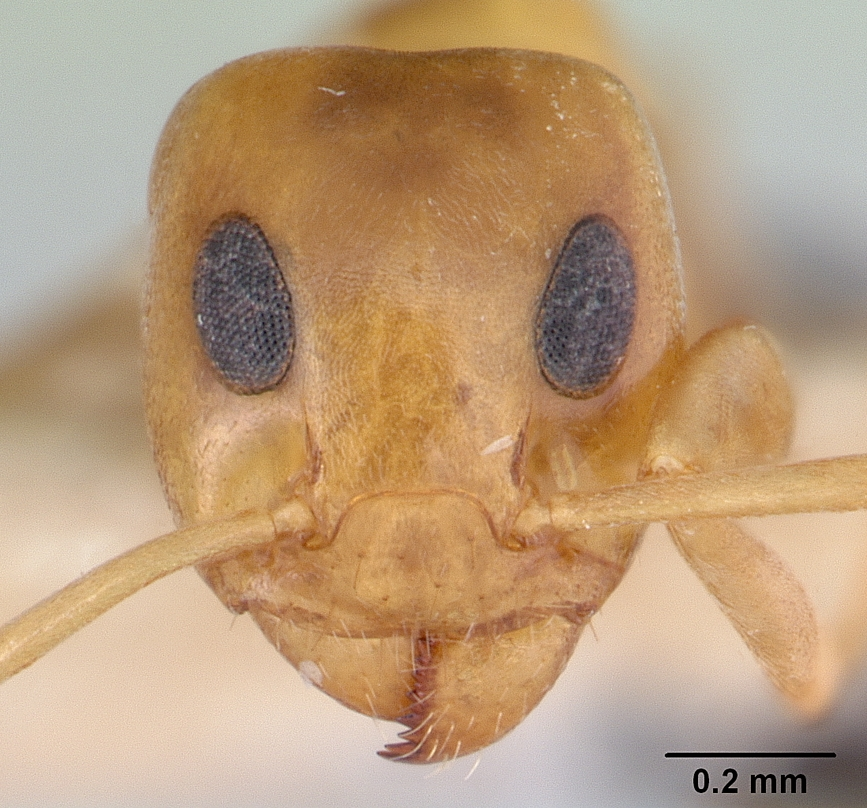
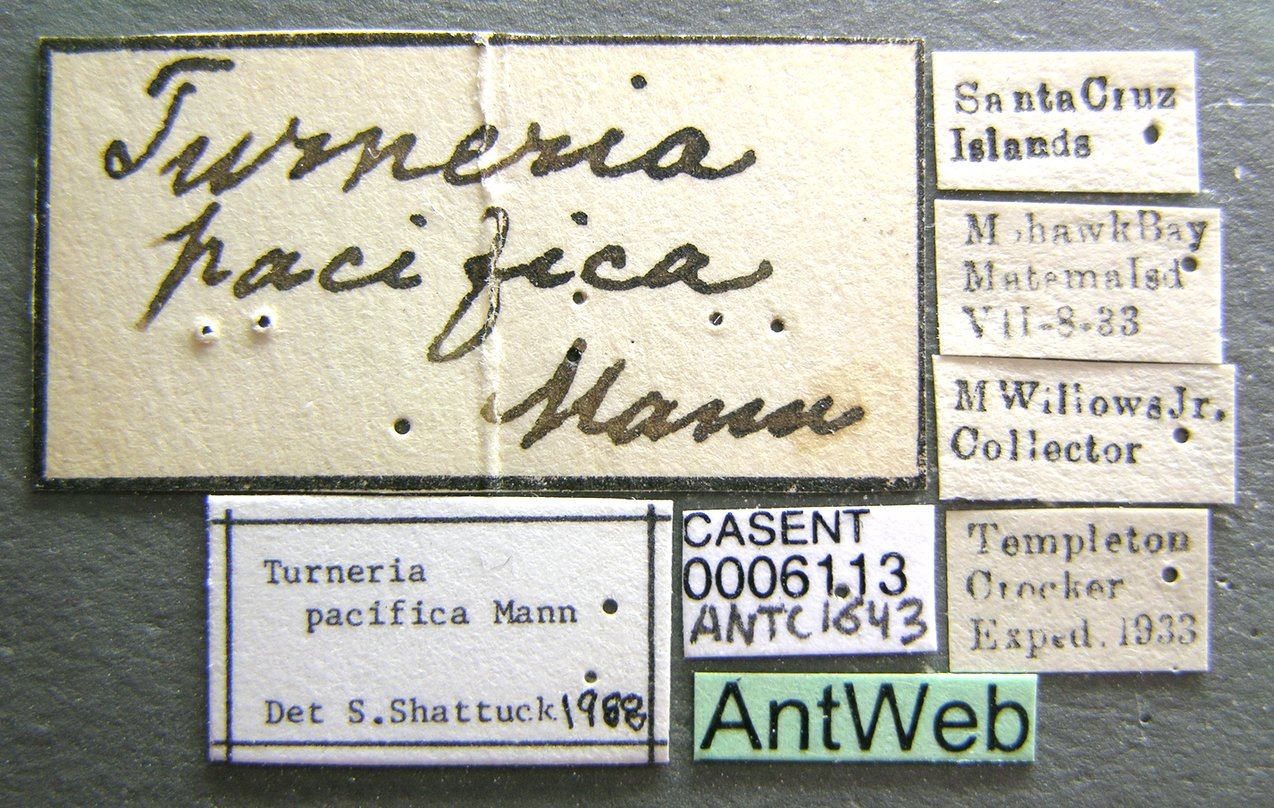
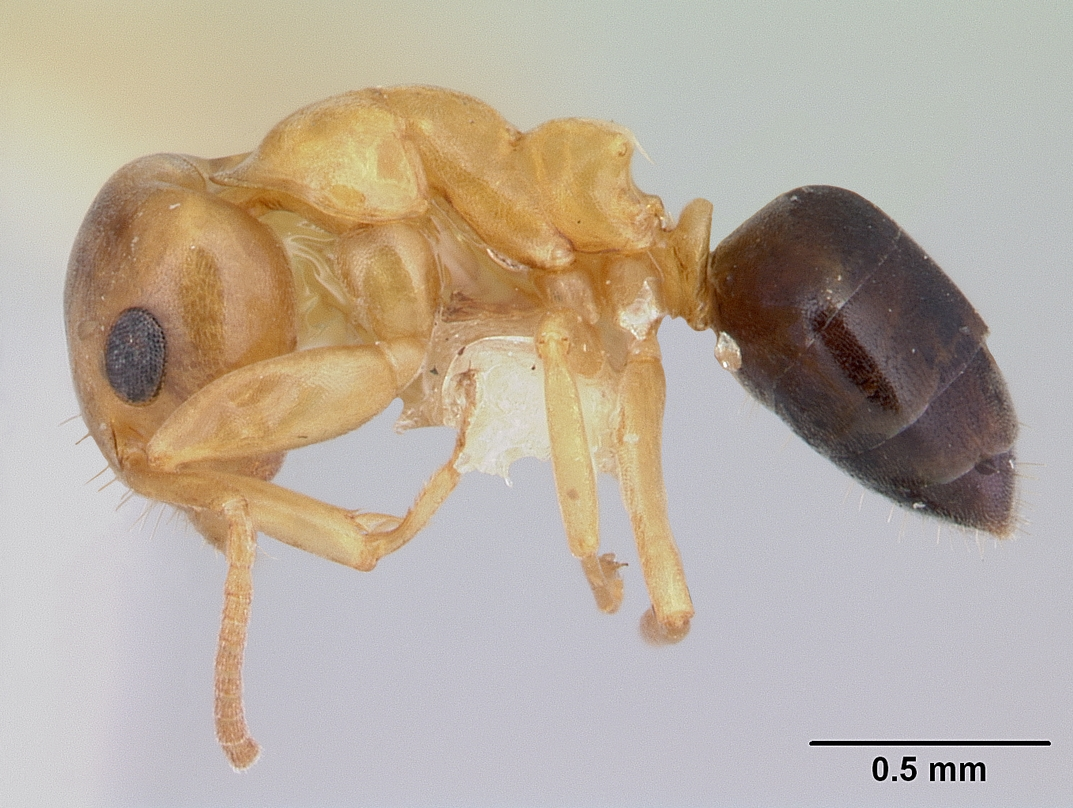